# دار المعلمين الروسية
دار المعلمين الروسية أو السمنار هي مؤسسة تعليمية أنشأتها جمعية فلسطين الإمبراطورية الأرثوذكسية في الناصرة سنة 1886 كما افتتحت لاحقا دار للمعلمات (السمنار للبنات) في بيت جالا وكان من مدرسيها خليل السكاكيني. كان أحد اهداف هذه المؤسسات هي تهيئة معلمين للمدارس التي تفتتحها الجمعية.
توقفت المدرسة عن الوجود بسبب اندلاع الحرب العالمية الأولى، ثم مع الثورة الروسية في عام 1917.
تخرج منها عدد من أعلام الفكر والأدب والترجمة من سوريا، لبنان وفلسطين ومنهم: كلثوم عودة، نسيب عريضة، خليل بيدس، ميخائيل نعيمة، إسكندر الخوري البيتجالي، عبد المسيح حداد، شبلي ناصر رزق، نعمة سليمان الصباغ، ناصر عيسى، سليم قبعين، قسطندي قنازع، فضيل النمر، إبراهيم الياس ورور، جاد ورور، أنطون بلان وغيرهم.

## انظر ايضاً
- التعليم في فلسطين